# Байбакты
Байбакты (каз. байбақты) — алшынский род являющийся одним из двенадцати подразделений тюркского племени Байулы.

## История
Род издревле с начала 19 века заселяет территорию Букейординского района в междуречье Волги и Яика.
В Средние века, часть огузо-туркменской племени кынык вошла в состав рода Байбакты.
Байулы наряду с Алимулы представляют собой одно из двух крупных родоплеменных групп в составе алшынов. Рядом авторов аргументирована точка зрения о тождестве алшынов и алчи-татар, живших в Монголии до XIII века. Согласно шежире, приводимому Ж. М. Сабитовым, все алшынские роды в составе Байулы и Алимулы происходят от Алау из племени алшын, жившего в XIV веке во времена Золотоордынского хана Джанибека.
Судя по гаплогруппе C2-M48, выявленной в том числе и у Байбакты, прямой предок алшынов по мужской линии происходит родом с Восточной Азии (близка калмыкам и найманам рода сарыжомарт), но не является близким нирун-монголам (субклад С2-starcluster). Генетически племенам Алимулы и Байулы из народов Центральной Азии наиболее близки баяты, проживающие в аймаке Увс на северо-западе Монголии.

## География расселения
Представители рода Байбакты проживают в Атырауской, Западно-Казахстанской, Северо-Казахстанской областях Казахстана, а также Астраханской области ,Саратовской  и Самарских областях России.

## Численность
До революции 1917 года численность населения рода составлял 40 тысяч человек.

## Подразделения
Род делится на подроды:Барқын, Акберли, Дат, Олжаорыс, Кулсуйиндик, Булан, Кулшык, Кынык, Жаугашты, Кушпен, Буганай, Дауымшар, Жомарт, Шолан, Сырым, Батак, Альтеке (подроды Назарымбет, Мамат, Андас, Жумык, Даукара), Байторы,Байжиен, Сасаи, Есельбай, Бакан, Шекеу, Жайылган, Сугур, Коян Кашу,Кудайназар,Токсаба.

## Известные представители
- Сырым Датов — старшина, предводитель антиправительственного движения казахов Младшего жуза в 1783—1797 годах.
- Губайдулла Алибекович Алибеков — советский казахский государственный деятель, юрист, революционер.
- Кадыр Мырзалиев — народный писатель Казахстана, поэт, соавтор первого казахстанского гимна.
- Алибек Днишев — казахский, советский камерный и оперный певец (тенор), педагог.
- Джубан Мулдагалиев — казахский поэт.
- Дамир Амангельдиевич Исмагулов — боец смешанных единоборств. Представитель лёгкой весовой категории. Известен по участию в турнирах бойцовских организаций UFC, M-1 Global и др.
- Шора Шамгалиевич Сарыбаев — учёный в области лингвистики, казахстанский языковед, тюрколог, один из основателей диалектологии казахского языка.
- Кайрат Шораевич Сарыбай — казахстанский государственный деятель, дипломат